# Humanoid City Live
Pour les articles homonymes, voir Humanoid.
Albums de Tokio Hotel
Humanoid
(2009) Best of
(2010)
Singles
Humanoid City Live est le 5e DVD du groupe allemand de rock Tokio Hotel, c'est aussi le 2e album live du groupe. Le DVD contient un concert au ayant une liste des titres anglaise. Le concert a  été enregistré à Milan en Italie le 12 avril 2010 lors de la tournée Welcome to Humanoid City Tour. Il est sorti le 19 juillet 2010.

## Liste des titres
| No  | Titre                                  | Durée |
| --- | -------------------------------------- | ----- |
| 1.  | Noise                                  |       |
| 2.  | Human connect To Human                 |       |
| 3.  | Break Away                             |       |
| 4.  | Pain of Love                           |       |
| 5.  | World behind my Wall                   |       |
| 6.  | Hey You                                |       |
| 7.  | Alien (English Version)                |       |
| 8.  | Ready, Set, Go!                        |       |
| 9.  | Humanoid (German & Acoustic Version)   |       |
| 10. | Phantomrider (Acoustic Version)        |       |
| 11. | Dogs Unleashed (Apparition de la moto) |       |
| 12. | Love & Death                           |       |
| 13. | In your Shadow (I can Shine)           |       |
| 14. | Automatic                              |       |
| 15. | Screamin'                              |       |
| 16. | Darkside Of The Sun                    |       |
| 17. | Zoom Into Me (Piano en Feu)            |       |
| 19. | Forever Now                            |       |
| 20. | Monsoon                                |       |

## Sortie
| Pays        | Date de Sortie  |
| ----------- | --------------- |
| Allemagne   | 16 juillet 2010 |
| Autriche    | 16 juillet 2010 |
| Suisse      | 16 juillet 2010 |
| Belgique    | 16 juillet 2010 |
| Pays-Bas    | 16 juillet 2010 |
| France      | 19 juillet 2010 |
| Colombie    | 19 juillet 2010 |
| Norvège     | 19 juillet 2010 |
| Philippines | 19 juillet 2010 |
| États-Unis  | 20 juillet 2010 |
| Espagne     | 20 juillet 2010 |
| Canada      | 20 juillet 2010 |
| Finlande    | 21 juillet 2010 |

## Classements

### DVD
| Pays                | Meilleure Position |
| ------------------- | ------------------ |
| France              | 1                  |
| Belgique (Wallonie) | 1                  |
| Suisse              | 1                  |
| Allemagne           | 1                  |
| République tchèque  | 1                  |
| Taïwan              | 1                  |
| Brésil              | 1                  |
| Espagne             | 2                  |
| Portugal            | 2                  |
| Italie              | 2                  |
| Finlande            | 2                  |
| Suède               | 2                  |
| Pologne             | 2[réf. nécessaire] |
| Mexique             | 2[réf. nécessaire] |
| Belgique (Flandres) | 3                  |
| Danemark            | 3                  |
| Norvège             | 3                  |
| Pays-Bas            | 4                  |
| Autriche            | 5                  |
| Australie           | 9[réf. nécessaire] |

### CD
| Pays                | Meilleure Position |
| ------------------- | ------------------ |
| République tchèque  | 3                  |
| Allemagne           | 7                  |
| Italie              | 9                  |
| Grèce               | 15                 |
| Mexique             | 15                 |
| Taïwan              | 16                 |
| France              | 25                 |
| Suède               | 33                 |
| Espagne             | 36                 |
| Belgique (Wallonie) | 37                 |
| Autriche            | 58                 |
| Pays-Bas            | 59                 |
| Belgique (Flandres) | 74                 |

## Autres Informations
- La pochette du DVD & du CD ont été dévoilées sur le "Blog de Tom" sur le site officiel le 28 mai 2010.